# Cyrtanthus wellandii
Cyrtanthus wellandii là một loài thực vật có hoa trong họ Amaryllidaceae. Loài này được Snijman mô tả khoa học đầu tiên năm 1999.